# Mariusz Kamiński (Politiker)

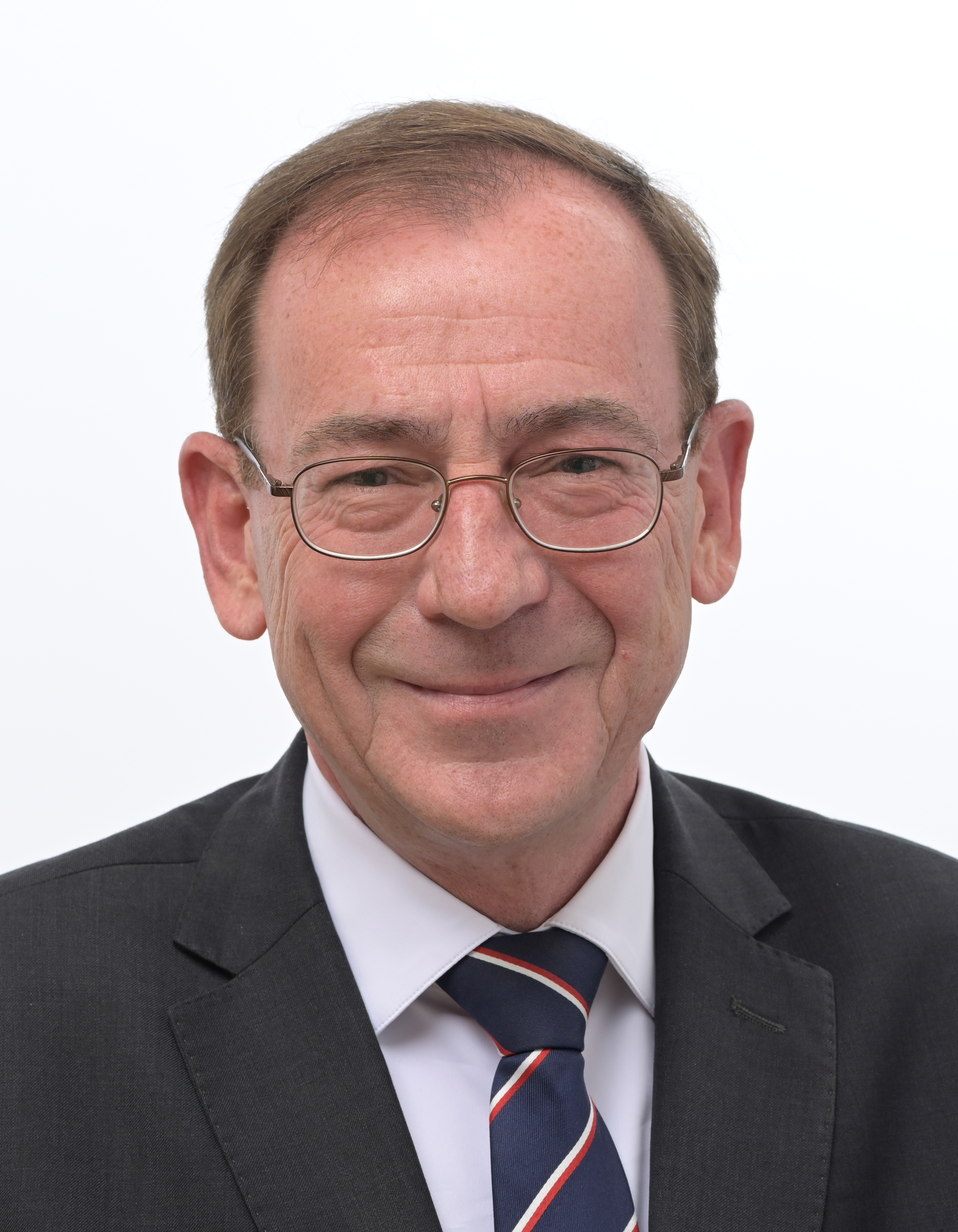
Mariusz Kamiński (2024)

Mariusz Kamiński (* 25. September 1965 in Sochaczew, Woiwodschaft Warschau) ist ein polnischer Politiker (PiS). Zur Zeit der Volksrepublik Polen war er Aktivist der antikommunistischen Opposition, von 1997 bis 2006 sowie 2011 bis 2023 war er Abgeordneter des Sejms. Er war von 2006 bis 2009 Leiter der Antikorruptionsbehörde CBA. Ab November 2015 war Kamiński Geheimdienstkoordinator in Ministerrang im Kabinett Szydło, in den darauffolgenden Kabinetten Morawiecki I und II war er ab August 2019 zusätzlich Minister für Inneres und Verwaltung. Aus beiden Ämtern schied er mit dem Regierungswechsel im November 2023 aus. Seit 2024 ist er Abgeordneter des Europa-Parlaments. 

## Jugend, Studium und Aktivismus gegen den Kommunismus
Im Jahr 1981 wurde er wegen Schändung eines Denkmals zur Dankbarkeit an die Sowjetarmee zu einem Jahr Jugendhaft verurteilt. Im Mai 1983 wurde er wegen aktiven Widerstands während einer Demonstration festgenommen. Im Juli des gleichen Jahres wurde er entlassen, jedoch daraufhin vom Lyzeum relegiert. Durch Vermittlung des Unterstützungskomitee des Warschauer Erzbischofs und Primas von Polen Józef Glemp konnte er den Schulbesuch dann aber am Chrobry-Lyzeum in Warschau-Praga fortsetzen, dessen Direktor stillschweigend die Opposition unterstützte.
Kamiński nahm 1984 ein Geschichtsstudium an der Universität Warschau auf, das er 1990 mit dem Magistergrad abschloss. Ab 1984 war Kamiński Mitglied des Unabhängigen Studentenverbandes. Ebenfalls war er Mitglied des geheimen Vorstandes des Unabhängigen Studentenverbandes an der Universität Warschau. Als Vertreter der oppositionellen Studentenorganisationen hat er an einer der Arbeitsgruppen an den Gesprächen am Runden Tisch teilgenommen.

## Politische Karriere nach 1989
Kurzzeitig war er Funktionär in der Ruch Obywatelski Akcja Demokratyczna (ROAD; „Bürgerbewegung für Demokratische Aktion“), einer von Aktivisten der Solidarność gegründeten Partei. 1991 arbeitete Mariusz Kamiński in der Abteilung für interne Bedrohungen des Biuro Bezpieczeństwa Narodowego (Nationale Sicherheitsbehörde). Später fand er in der Verwaltung des Vorstandes der Solidarność in der Region Masowien, dem Hauptzollamt sowie beim öffentlich-rechtlichen Fernsehsender TVP Anstellung.
Außerdem war Kamiński Mitbegründer der Stiftung Pamiętamy („Wir erinnern uns“), welche sich für die Erinnerung an die sogenannten „verstoßenen Soldaten“ einsetzt. Im Jahr 1993 gründete er die antikommunistische Organisation Liga Republikańska und stand dieser vor. Bei der Parlamentswahl 1997 wurde Kamiński erstmals zum Abgeordneten des Sejm von der Wahlliste der Akcja Wyborcza Solidarność gewählt.
In den Jahren von 2001 bis 2002 war er stellvertretender Vorsitzender der Partei Przymierze Prawicy („Allianz der Rechten“), welche anschließend in der Partei Prawo i Sprawiedliwość (PiS) aufging. Bei den Wahlen 2001 und 2005 wurde Kamiński über die Wahlliste der PiS im Wahlkreis Warschau erneut in den Sejm gewählt. Von 2004 bis 2006 war er Vorsitzender der PiS in der Region Warschau. Im Kabinett Marcinkiewicz war Mariusz Kamiński von Oktober 2005 bis Juli 2006 Staatssekretär in der Kanzlei des Ministerpräsidenten.

### Leiter der Antikorruptionsbehörde
Am 5. Juli 2006 legte er sein Abgeordnetenmandat nieder und wurde am darauffolgenden Tag zum Organisationsbeauftragten der Anti-Korruptions-Behörde (Centralne Biuro Antykorupcyjne) ernannt, deren Gründung er initiiert hatte. Kamiński verzichtete auf die Mitgliedschaft bei der PiS und wurde am 3. August 2006 vom damaligen Ministerpräsidenten Jarosław Kaczyński zum Leiter des neugegründeten CBA berufen. Er behielt das Amt zunächst auch nach den Wahlen und dem Regierungswechsel im Jahr 2007. Aufgrund des im Oktober 2009 eingeleiteten Ermittlungsverfahrens wegen Amtsmissbrauchs (siehe unten) berief  Ministerpräsident Donald Tusk (PO) Kamiński aber vom Posten des CBA-Leiters ab.
Im Januar 2011 trat er der Prawo i Sprawiedliwość erneut bei und saß dort im Parteiausschuss. Ebenfalls wurde er zum Beauftragten der PiS in Warschau. Bei der Parlamentswahl 2011 erzielte er 17.535 Wählerstimmen und erhielt somit ein Mandat für den Sejm. Am 26. November 2011 wurde er vom Parteirat der PiS zum stellvertretenden Vorsitzenden der Partei gewählt.

### Regierungsmitglied
Bei der Parlamentswahl 2015 gelang ihm mit 29.654 erhaltenen Stimmen eine Wiederwahl. Die PiS gewann diese Wahl auch insgesamt und bildete anschließend zusammen mit kleineren konservativen Parteien die Regierung. Kamiński wurde zum Minister und Koordinator der Geheimdienste im Kabinett Szydło ernannt. Nach dem Rücktritt Szydłos im Dezember 2017 behielt er diese Position auch im Kabinett Morawiecki I.
Als die bisherige Innenministerin Elżbieta Witek im August 2019 zum Sejmmarschall gewählt wurde, übernahm Kamiński – zusätzlich zu seinem Amt als Geheimdienstkoordinator – den Posten des Ministers für Inneres und Verwaltung. Die Opposition im Sejm kritisierte dies als eine „beispiellose Konzentration von Macht in der Hand eines Mannes“. Bei der Parlamentswahl im Oktober 2019 baute die PiS ihre Mehrheit aus. Kamiński wurde als Sejmabgeordneter wiedergewählt und im Kabinett Morawiecki II sowohl als Innenminister als auch als Geheimdienstkoordinator bestätigt. Nach der Niederlage der PiS bei der Parlamentswahl im Oktober 2023 endete seine Amtszeit als Minister im November 2023.

## Strafverfahren wegen Amtsmissbrauchs
Am 6. Oktober 2009 nahm die Bezirksstaatsanwaltschaft Rzeszów ein Ermittlungsverfahren gegen Kamiński wegen Amtsmissbrauchs sowie Fälschung von Dokumenten in der sogenannten Afera gruntowa (Grundstück-Affäre) auf. Unter seiner Leitung hatte die Anti-Korruptions-Behörde CBA versucht, einen Korruptionsfall zu inszenieren, um den damaligen Agrarminister und Vizepremierminister Andrzej Lepper von der Partei Samoobrona zu diskreditieren. Der Fall hatte 2007 zum Zerfall der Regierungskoalition und zu Neuwahlen geführt. Kamiński stritt ab, eine Straftat begangen zu haben. Im September 2010 wurde schließlich Anklage erhoben, Kamiński wurde im selben Monat aus dem Staatsdienst entlassen. Das Verfahren zog sich über mehrere Jahre hin.
Im März 2015 verurteilte das Kreisgericht (Sąd rejonowy) Warschau-Mitte Kamiński erstinstanzlich wegen Amtsmissbrauchs, Urkundenfälschung und illegaler Telefonüberwachung zu einer Freiheitsstrafe von drei Jahren sowie einem zehnjährigen Verbot der Ausübung eines öffentlichen Amtes. Kamiński legte hiergegen Berufung ein. Am 17. November 2015, einen Tag nach seiner Ernennung zum Geheimdienstkoordinator der neuen Regierung Szydło, wurde Mariusz Kamiński von Staatspräsident Andrzej Duda begnadigt, der mitteilte, dass er das „Verfahren einstelle“. Die beiden ehemaligen Präsidenten des Verfassungsgerichts Andrzej Zoll und Jerzy Stępień warfen Duda Verfassungsbruch vor, da das Begnadigungsrecht sich nur auf rechtskräftig verurteilte Straftäter beziehe und der Präsident kein Recht habe, ein laufendes Gerichtsverfahren abzubrechen. Der Verfassungsrechtler Ryszard Piotrowski sowie Tomasz Grzegorczyk sehen die Begnadigung wiederum als verfassungsmäßig an. Der Präsident sei nicht dazu verpflichtet, seine Entscheidung zu begründen, wobei das Gerechtigkeitsgefühl nicht verletzt werden dürfe.
Das Kreisgericht verwies die Sache dennoch an das Bezirksgericht (Sąd okręgowy) Warschau. Dieses entschied Ende März 2016 in einem Urteil, dass es nicht die Kompetenz habe, die Entscheidung des Präsidenten auf ihre Rechtmäßigkeit hin zu hinterfragen, und hob das erstinstanzliche Urteil gegen Kamiński auf. Das Oberste Gericht Polens hob diese Entscheidung am 31. Mai 2017 auf, da der Präsident die rechtskräftige Verurteilung Kamińskis hätte abwarten müssen.
Nachdem der Oberste Gerichtshof das Verfahren an die Vorinstanz zurückverwiesen hatte, verurteilte das Bezirksgericht Warschau Kamiński am 20. Dezember 2023 (nach dem Ende seiner Amtszeit als Minister) zu zwei Jahren Haft und untersagte ihm für fünf Jahre die Ausübung öffentlicher Ämter. Sejmmarschall Szymon Hołownia erklärte daraufhin am Folgetag das Erlöschen von Kamińskis Parlamentsmandat. Die erst unter der PiS-Regierung geschaffene Kammer für Außerordentliche Kontrolle des Obersten Gerichts hob diese Entscheidung am 5. Januar 2024 auf; allerdings hatte der Europäische Gerichtshof festgestellt, dass diese Kammer kein unabhängiges Gericht sei, ihre Entscheidungen also rechtlich unwirksam seien. Am 8. Januar erließ das Kreisgericht Warschau-Mitte Haftbefehl gegen Kamiński. Staatspräsident Andrzej Duda, der weiterhin seine Begnadigung Kamińskis für rechtsgültig erachtete, lud diesen und seinen ebenfalls verurteilten ehemaligen Staatssekretär Maciej Wąsik am nächsten Tag in den Präsidentenpalast ein. Dort verhaftete die Polizei Kamiński und Wąsik am Abend des 9. Januar 2024. Am 10. Januar 2024 trat Kamiński, der behauptet, seine Verhaftung sei politische Rache, in einen Hungerstreik. Am 23. Januar begnadigte Duda Kamiński und Wąsik ein zweites Mal, am Abend konnten sie das Untersuchungsgefängnis in Radom verlassen.
Bei der Europawahl 2024 errang er als Kandidat der PiS ein Abgeordnetenmandat.

## Auszeichnungen
Im Jahr 2010 erhielt Kamiński für außerordentliche Verdienste, unter anderem durch sein Wirken an einem demokratischen Wandel in Polen, von dem damals amtierenden Präsidenten Lech Kaczyński den Orden Polonia Restituta (Komtur).
Außerdem wurde er von der Gazeta Polska zum „Mann des Jahres 2007“ auserwählt.